# Douglas Bennett
Douglas Haig Bennett (Saint-Lambert, 13 de septiembre de 1918-Pointe-Claire, 28 de junio de 2008) fue un deportista canadiense que compitió en piragüismo en la modalidad de aguas tranquilas.
Participó en los Juegos Olímpicos de Londres 1948, obteniendo una medalla de plata en la prueba de C1 1000 m.

## Palmarés internacional
| Juegos Olímpicos | Juegos Olímpicos      | Juegos Olímpicos | Juegos Olímpicos |
| Año              | Lugar                 | Medalla          | Evento           |
| ---------------- | --------------------- | ---------------- | ---------------- |
| 1948             | Londres (Reino Unido) | Medalla de plata | C1 1000 m        |